# 過海隧道巴士111R線
過海隧道巴士111R線是香港的一條特別巴士路線，由灣仔（會展新翼）往觀塘（裕民坊），由城巴及九巴營運。

## 歷史
- 2006年7月23日：配合香港書展夜書市而投入服務。
- 2015年7月17日：觀塘總站由仁愛圍遷往裕民坊臨時總站。
- 2018年7月20日：新巴班次增設實時抵站時間查詢服務。
- 2021年7月16日：觀塘總站由裕民坊臨時總站遷至裕民坊公共運輸交匯處
- 2023年7月21日：因應城巴新巴專營權合併，改由九巴及城巴聯營。[2]

## 服務時間
- 22:00-23:00：20分鐘一班，客滿即開。
  - 只於香港書展舉行「夜書市」活動期間的星期五及星期六開出

## 收費
全程：$17.9
| - 本線設有12歲以下小童及65歲或以上長者半價優惠。 - 65歲或以上香港居民使用「樂悠咭」，以及12歲以下合資格殘疾兒童使用「殘疾人士身份」個人八達通繳付車資，均可享有每程$2.0或半價（以較低者為準）的票價優惠；12至64歲合資格殘疾人士使用「殘疾人士身份」個人八達通（包括「樂悠咭」），以及60至64歲香港居民使用「樂悠咭」繳付車資，均可享有每程$2.0或全費（以較低者為準）的票價優惠。 - 65歲或以上長者如使用長者或一般個人八達通繳付車資，則只可享有半價優惠；12至64歲合資格殘疾人士如不使用「殘疾人士身份」個人八達通，以及60至64歲人士如不使用「樂悠咭」繳付車資，必須繳付全費。 - 乘客可以現金或八達通於上車時付款，不設找續。 - 每位成人乘客可免費攜帶最多兩名4歲以下而不佔座位的兒童乘客乘車，超額之4歲以下小童必須繳付小童車費乘車。 - 持有「九巴月票」之乘客在車票有效期內，每日可享最多10程任何九龍巴士及龍運巴士路線（包括本路線，合資格車程只適用於九龍巴士／龍運巴士提供的班次；惟乘搭機場「A」及「NA」線則可享原價二七折優惠（不會計算每天10次合資格車程））；而B1線則可每日可享最多2程（不會計算每天10次合資格車程）。 - 九龍巴士、城巴、龍運巴士及陽光巴士全職員工及家屬（不包括外判職員）可免費乘搭本路線（陽光巴士員工及家屬只適用於九龍巴士提供的班次），惟必須拍職員或職員家屬八達通。 - 乘客亦可使用AlipayHK「易乘碼」、支付寶、WeChatHK／微信支付「搭車碼」、銀聯雲閃付「乘車碼」及BOC Pay「乘車碼」、具有感應式支付功能的JCB、卡美國運通、大來國際、Discover Card（只適用於九龍巴士／龍運巴士提供的班次）、VISA、Mastercard及銀聯卡，以及Apple Pay、Google Pay及Samsung Pay流動支付平台繳付車資。九巴班次的乘客使用上述付款方式，將只可享有與其他九巴路線／聯營路線九巴班次之轉乘優惠；城巴班次的乘客使用上述付款方式，將只可享有與其他城巴獨營路線或聯營線城巴班次之轉乘優惠。乘客亦不能享有「公共交通費用補貼計劃」及「長者及合資格殘疾人士公共交通票價優惠計劃」。 |

## 途經街道
經：博覽道、會議道、鴻興道、紅磡海底隧道、康莊道、漆咸道北、馬頭圍道、馬頭涌道、太子道西、太子道東、彩虹道、彩虹通道、太子道東、觀塘道、康寧道及物華街。

### 行車路線
| 1        | 會展新翼               | 灣仔（會展新翼）巴士總站 |
| 海底隧道 |                        |                          |
| 2        | 海底隧道收費廣場       | 康莊道                   |
| 3        | 山谷道                 | 漆咸道北                 |
| 4        | 北拱街                 | 漆咸道北                 |
| 5        | 落山道                 | 馬頭圍道                 |
| 6        | 天光道                 | 馬頭圍道                 |
| 7        | 馬頭圍邨洋葵樓         | 馬頭涌道                 |
| 8        | 亞皆老街球場           | 馬頭涌道                 |
| 9        | 富豪東方酒店           | 太子道東                 |
| 10       | 天主教伍華中學         | 彩虹道                   |
| 11       | 東頭邨泰東樓           | 彩虹道                   |
| 12       | 黃大仙警署             | 彩虹道                   |
| 13       | 四美街                 | 彩虹道                   |
| 14       | 彩虹邨金碧樓           | 彩虹邨通道               |
| 15       | 坪石邨                 | 太子道東                 |
| 16       | 啟業邨                 | 觀塘道                   |
| 17       | 九龍灣站               | 觀塘道                   |
| 18       | 牛頭角下邨             | 觀塘道                   |
| 19       | 觀塘道休憩處           | 觀塘道                   |
| 20       | 創紀之城               | 觀塘道                   |
| 21       | 觀塘（裕民坊）巴士總站 | 裕民坊公共運輸交匯處     |

## 外部連結
城巴
- 過海隧道巴士111R線 （页面存档备份，存于）